# Религија
Религија представља скуп културних система, система веровања, и погледа на свет који се односе на човека и његов однос према Богу и свету који га окружује. Религија има потребу да објасни порекло и смисао живота, човека и универзума.
Праксе различитих религија могу садржати: проповеди, богослужење, приношење жртви, различите обреде, празнике, иницијације, начине сахрањивања покојника, склапања брака, медитације, музику, уметност, плес и друге аспекте људске културе. Међутим, постоје примери религија за које су неки или многи од ових аспеката веровања или пракси одсутни.
Појам религија настао је од латинског глагола religiere - повезати. Овај термин први пут је употребио Лактанције, хришћански филозоф, 4. век, говорећи о вези човека са природом, другим бићима и Богом.
Постоје три основна приступа по којима се може посматрати религија као феномен. То су: субјективни, објективни и субјективно-објективни приступ.
Са становишта објективног приступа, религија се не може испитивати као свака друга појава.
Субјективни приступ захтева другачији приступ религији него осталим стварима.
По трећем ставу, сматра се да се не може порећи субјективно, ни објективно код религије, јер је она синтеза објективног и субјективног.
У зависности од друштвено-политичке ситуације и идеологије, постоји више тумачења религије.
Религија је друштвена појава која подлеже одређеним законима настајања, развоја и нестајања. Религију можемо дефинисати и као духовну повезаност једне групе људи са неким вишим, светим бићем, односно Богом.
Већина религија подразумева учење које се односи на суштину, сврху и порекло свега постојећег. Такође, религија подразумева и одређене облике верских заједница, као и одређене обреде, ритуалне радње које се обављају на посвећеним местима, односно у одређеним институцијама (цркве, џамије, синагоге, храмови...).

## Теорије и настанак религија
Први облици религије јављају се још у првобитној људској заједници као последица човековог схватања да се многе ствари у природи догађају и без његове воље и да он на те појаве не може утицати нити их контролисати. Такве појаве су нпр. суше, поплаве, муње, громови и слично. Тако је човјек сазнао о постојању виших сила, те су у његовом уму настали први облици „богова“ који су симболизовали јединствене моћи које владају човековим постојањем. Човек је настојао ове више силе умилостиви молитвама и жртвовањем.
Појам религија преузет је у европске језике из латинског. Римски писци изводили су реч 'религио' из глагола relegere: поновно читати, опет размишљати (јер о божанским стварима треба увек поновно размишљати) или из religare: привезати (јер релија веже људе с боговима и из ње следе обавезе према тим вишим силама) или из reeligere поновно узети, поновно изабрати (чиме је наглашен дубљи смисао вољне и чувствене повезаности с богом). Римљани су првобитно означавали изразом „религија“ само своју властиту: тачно испуњавање дужности наспрам виших сила признатих од римске државе. Славенска реч вера (старослов. věra) која донекле коинцидира у значењу с појмом религија изводи се из коријена *uer (авестијска var: веровати, држати истинитим, лат. verus: истинит, нем. wahr: истинит) и можда првотно значи приањање уз истину, избор између истине и неистине, добра и зла.
Током времена појам религија попримио је многа и различита значења и нема опћеприхваћене дефиниције религије. Некима је она само врста осјећања (чувства, доживљавања) што не подлеже логичком ни моралном просуђивању. То је мистично осећање јединства с бесконачном стварношћу, доживљај бесконачности, осјећање апсолутне зависности, доживљај свега у свету као божјег дела, осјећање божанства у души, доживљај јединства с богом, сусрета с божанством, са светињом и слично. За разлику од тога, мисли се да је религија посебна свест и то имагинарни облик или степен свести о односу коначног духа према апсолутном духу, свест о својој истоветности с Апсолутом. Мисли се, такође, да је религија уједно и осјећање и свест, а да уз то још садржи богоштовне и обредне радње.
Религија је и покушај да се објасни порекло нечега што је необјашњиво на природан начин, затим покушај да се докучи порекло и сврха људског живота и света. Многи истичу присну везу морала и религије, а неки тврде да су морални мотиви оно најважније, па и једино важно, што религију чини религијом. Карактеристично је и гледиште да је религија жудња за немогућим, недостижним, непојмљивим, затим жеља за искључењем из свакидашњице и утонућем у блажено спокојство духа, у нирвану.
Различите одредбе религије означавају различите компоненте религиозности, не искључују се узајамно, него се допуњују и воде закључку да је религија један начин живота човека поред његовог световног или профаног живота. То је живот који је осећајима, мислима и делима усмерен према надособном, надљудском, сврхунаравном циљу, живот посвећен богу. Удвојеност живота на профани и религиозни доживљава се и схвата као разлика, па и супротност, телесног и душевног живота, наравног и сврхунаравно усмереног, варљивог и правог, грешног и крепосног, пролазног и онога коиим се антиципира и заслужује вечни живот, затим као присутност вечног и апсолутног живота у временитом и релативном, као двојство идеалног и збиљског живота.
Религија се тумачи и као идеална (измаштана) компензација мањкавости стварног живота, као духовно одбацивање реалности и протест против животне беде. У неким религијама верници верују да је њихова религија сврхунаравног порекла, да је откривење или објава људима сврхунаравног бића, да је настала као чудесно надахнуће писаца светих списа. То је, заправо, још недиференцирана митска свест као водиља понашања, што је уједно ритуално-забавна игра, магија и уметничко-фантастична репродукција стварности. С развитком животног искуства и рационалне спознаје митска свест подлеже логичкој критици и логичкој преради, а из тога односа митоса и логоса настаје филозофија и филозофска рационализација митског вјеровања. Филозофија је од почетка у опозицији према митској религији, али се употребљава и за рационалистичку прераду и одбрану верске објаве или откривења. Овом прерадом и одбраном народна религија прераста у теолошку форму религије.
Прилагођивање филозофије религији не иде без прилагођивања религије филозофији. Један модерни резултат вековног настојања да се превлада дуализам објављене (верске) и пронађене (емпиријско-рационалне) истине јесте и теолошка секуларизација религије. Наиме, у теолошкој религији јавља се тежња ка демитологизацији верске објаве, да би пристајала данашњем човеку. При томе се напушта двојство наравног и трансцендентног света да би се, уместо тога, истакла разлика између два стања људског света: између овога што га имамо, пуног мржње и неправде, и будућег сретног (блаженог), када ће тријумфовати правда и љубав међу људима. Трансценденција у том новом контексту значи духовно надилажење датости или есхатолошки импулс света, чиме се модернистичка теологија приближава световним доктринама о радикалној промени стварности.
За религију су битна два веровања: вера у посмртни живот и вера у бога. Мисли се да је чињеница људске смрти најважнија за опстанак религије. Најјачи људски страх, страх од смрти („смртни страх“ јесте врхунац страха), носи једнако снажну вољу да се не умре, а религија покушава да задовољи ту тежњу вером у загробни живот. Религијски појам смрти не значи крај особе, нестанак заувек, него значи границу између два начина живота, смртног и посмртног. Посмртна судбина особе је различито замишљена у разним религијама. Код Хомера је то тегобно животарење у „царству сене“. По једном хришћанском веровању, након смрти долази ускрснуће у поновни и вечни телесни живот особе. У оријенталним религијама верује се да је смрт једног тела пресељење душе у друго тело, како би се, на крају дуге одисеје кроз телесност, бесмртна душа смирила у споју с универзалним духом. Карактеристично је веровање да у часу смрти бесмртна душа напушта смртно тело и улази у вечно царство духа. Верске представе о смртном разлазу душе и тела и о самосталном животу личне душе сродне су детињастој вери прачовека да свако има свога тајанственог двојника. Тај „alter ego“, који чудесно савладава простор и време, приказивао се наивној свести као човечја сена, као одјек гласа, као одраз лика „иза“ глатке површине; он је у сновима напуштао тело и одлазио којекуда, остављајући човека „као без душе“; боравио је у телу као дисање („душа“, „дух“ долази од „дувања“) и напуштао га с последњим издисајем. Двојник је, дакле, некад биће поред бића, а некад биће у бићу. Митске предоџбе о двојству особе прерасле су у теолошке појмове о двема супстанцијама, телесној и духовној, смртној и бесмртној.
Савремена верска мисао, као и значајни верски мислиоци прошлости, не инсистира на дословном значењу традиционалних веровања у посмртни живот, него тражи неке смислене поруке у тим веровањима. Тако ускрснуће из мртвих, на начин Христовог ускрснућа, не треба схватити као фактички догађај, него као есхатолошки „догађај“; треба веровати да ће након живота у мржњи и неправди доћи владавина правде и љубави. Кад је реч о ускрснућу особе, то треба схватити да је особа „изнад смрти“, да нико нема права на њену смрт (као што, на пример, сама особа располаже животом и смрћу домаће животиње). У једном сличном настојању дошло се до појма тзв. партиципативне бесмртности. Она значи да смо бесмртни по суделовању у баштини човечанства и по томе што ћемо и сами бити баштињени. Када се у религији замишља да је прави људски живот онај посмртни и вечни, онда то значи да прави живот има особа која је стекла бесмртност у смртном животу, па живи упркос својој физичкој смрти. Она посмртно суделује у животу особа. Иначе, сама вечност у дословном и домишљеном значењу - тј. кад би време истекло, „стало“, нестало - била би бескрајно гора од најгоре временитости. Истакнуто је да душа у вечности не би ни сећањем на своју прошлост избегла потпуну апатију. (Понављање стотинама милијарди пута већ познатих епизода прошлости стварало би бескрајну досаду, а духовна активност гасила би се прогресивно чим би престала телесна активност.)
Из вере у загробни живот људи следи вера и невидљиво и вечно „царство сена“ или у наднаравни „други свет“, настањен тајанственим бићима што владају природним појавама и људским судбинама. То су надљудска бића с многоструко увећаним људским моћима, обоготворени људи или човеколики богови. Вера у мноштво богова замишља божанске односе и заједнице по моделу људских односа и заједница. Земаљској хијерархији одговара небеска хијерархија с једним врховним богом који подсећа на земаљског патријарха или монарха. Небески патријарх или монарх с временом постаје апсолутни небески владар и најзад остаје једини прави бог, с бројном свитом анђела и светаца, сличних дворским достојанственицима. Тако једнобожачка религија настаје из многобожачке религије.

### Бог
Једини прави бог се различито замишља у разним монотеистичким религијама, али се већином сматра да је духовно биће које се може утеловити (инкарнација), да је вечан, да је творац света и да влада светом, да је свемоћан и свезнајући, затим да је особно биће (једна особа или јединство више особа) с највишом мером моралности (апсолутно праведан, апсолутно добар и др.). Обично се сматра да је бог врховно биће, највише биће, биће бића, бивство свега, порекло и сврха свега, оно што је највиши степен апстракције и генерализације. Најапстрактније и најопштенитије је најмање одређено, тј. неодређено је.
Постоји теолошко схватање да богу припадају само негативне одредбе („негативна теологија“), тј. да не може се знати шта је бог, него само шта бог није. (Каже се, на пример, да бог није начињен, да је нестворен, нерођен, неизмеран, вечан тј. безвремен, непроменљив, неизрецив и сл.). Тиме је имплицирано да богу не пристају световне одредбе, да бог није то што је свет. Чим се истиче да је бог друкчији (distinctus) од света, реч је о односу бога и света.
Верски мислиоци од давнина траже рационалне доказе божје егзистенције. Посебно су позната три тзв. класична доказа бога: онтолошки, космолошки и телеолошки. Верски и остали мислиоци су и оспорили све досадашње доказе бога. Једни мисле да се божја егзистенција уопште не може доказати, а други додају да бог и није егзистенција. Значајно је да се сви познати докази божје егзистенције изводе из егзистенције света. Сматра се да бог очитује своју божанску природу и себи и свету односећи се као божански субјект према свету-објекту, те да „бог без света није бог“. Прво одређење бога односом према свету дано је у веровању да је бог створитељ света. Према библијском миту о постанку света, бог-створитељ производи своје створење методично, по логичном редоследу, слично човечјој производњи. Свакој фази производње претходи замисао („реч“, логос, пројект, наум) произвођача која се затим опредмећује. Ту се бог открива као стваралачка „реч“, логос, смисленост света (промисао), тј. оно по чему је свет космос, а не хаос. Теолози одавно тумаче да божје стварање није једнократан и свршен чин, него вечни процес, што ће рећи да светски поредак („реч“, логос, космичка законитост) стално мора надвладавати бесмисленост (протуречност, хаос) у свету. Тако је бог оличење смислености, реда, законитости којом се свет брани да не пропадне у хаосу, нереду, бесмислу.
Створитељ је субјект према створењу-објекту. За богоштовље је карактеристична вера да је бог особа, те да је однос бога и човека лични однос, однос особа. Човек је сличан богу („слика и прилика божја“) тиме што је особа, тј. самосвесно слободно биће. Верује се да човечји дух потиче од бога, да је божански дар и састојак човека. Верује се, такође, да бог није само у човеку оно што човека чини особним бићем, него да је и особа изван и изнад људских особа. Божја особа је уједно иманентна и трансцендентна човечјој особи, бог је уједно иманенција и трансценденција света.. За митску религију је карактеристично веровање да божја „оностраност“ (трансценденција) према свету претходи божјој присутности у свету и у човеку (иманенцији). Међутим, ово чудно двојство божје особе изгледа сасвим обично кад се препозна као особно двојство једног оца породице или племенског поглавице или монарха. Pater familiae није само једна особа од које потичу његови потомци, у чијим жилама тече његова крв и чији се особни идентитет обилежава и његовим именом. Не припада он само њима као њихово одређење, него и они њему зато што припадају породице коју он особно представља. Он је личност и у њима и над њима, а култ предака је свакако елементарни вид богопоштовља или поштовања „бога-оца“. Споменуто двојство божје особе има световно значење и кад се посматра као чисто духовни однос бога и човека. Наиме, људско биће не долази на свет као особа. Оно постаје особа по рођењу, када стекне дух рода, тј. када овлада искуством претходних и затечених генерација (у виду усменог и писаног предања). Тако човечји род предаје обуком дух човеку, као што је бог удахнуо душу легендарном праоцу Адаму, тј. иманентни дух особе потиче од трансцендентног духа, од духа духова.
Спољашњи однос и дуализам бога и света у митској религији одавно је изазивао рационалистичку свест да га превлада монистичком рационализацијом религије. У резултатима тих настојања јављале су се трансформације теизма које су водиле религији без бога (у смислу једног сврхунаравног бића). Својевремено је деизам заговарао „религију ума“ у којој нема места сврхунаравним силама, чудесима и надумним догмама. Богу је остављена улога иницијалног импулса природног збивања, а након тога јединог божјег дела не остаје битна разлика између бога и природе. Панентеизам је учио да све почива и живи у богу који је променљив и непроменљив уједно, временит и вечан, мноштвен и један, актуалан и потенцијалан, контингентан и нужан, створен и створитељ, узрок и учинак, коначан и бесконачан, онај који уједно бивствује и постаје, а у свему томе је једнако савршен и свет. За разлику од ове непотпуне идентификације бога и света, пантеизам их изједначује у том смислу што учи да је свет у бити једнак богу, да су створитељ и стварање подударни, да бог и свет нису две одвојене реалности.
Бог је само име за смисленост света. Атеизам је порицање бога као вањског узрока света и утолико има за претпоставку теизам. То је „посљедњи степен теизма“ у виду „негативног признања бога“. Термин „атеизам“ се не употребљава једнозначно, тј. само у смислу „одсутности бога“. Некада су и хришћане називали атеистима зато што су одбацивали многобожачко веровање да је свет „пун богова“. У модерним струјама демитологизације традиционалног богоштовља напушта се појам бога као сврхонаравног особног бића. Протагонисти теологије „бог-је-мртав“ (Gott-ist- tot Theologie) увиђају да наша култура није више „трансценденталистичка“ ни „сакрална“, него „иманентистичка“ и „секуларна“, а таквој култури бог није нужан. Он је постао „ирелевантан“ и „мртав“ за модерни свет. Неки налазе атеизам и у еванђељима и закључују да је бог „умро у Исусу Христу“. Мисли се да је управо персонификација бога у виду сврхунаравне особе крива за „смрт“ бога у нашем времену. Прогнозира се да ће будуће хришћанство напустити сваку идеју о божјој владавини над човеком, јер бог није прво и највише биће у хијерархији бића. Он се не налази изван стварања и бивства, него је у њима. Предлаже се напуштање и самог термина „бог“, а да се уместо њега нађе други термин који би боље изражавао заповед љубави међу људима. Данас већ прелази у популарну свест појам бога као љубави (Deus caritas est). Љубав није једно биће нити једна егзистенција. Она је у бићима и међу бићима као начин њихова егзистирања. Она је „живот за друге“ или проегзистенција као прави (спасоносни) начин егзистенције бића. Кад се говори да је бог особа, онда се заправо исказује да особност има највишу вредност у структури света. Сви искази о богу морају се схватити као искази о највишој вредности особних (интерперсоналних) односа.
У назначеним теолошким секуларизацијама бога може се наслутити закључак да се иза тога најважнијег религијског појма крије овосветски садржај: то је увек неки принцип људског заједништва који се сматра нужним за опстанак људске индивидуе. Будући да увек има разлике између самог принципа и ступња његове остварености (неостварености), то је право (спасоносно) заједништво људи „с оне стране“ њиховог емпиријског живота у заједници. Тако је, на пример, старозаветни бог оличење моралне законитости („онострани“ законодавац) нужне за одржавање целине јеврејског народа пред опасношћу од племенског сепаратизма и од страних освајача. Зато је Јахве - бог веома љубоморан на друге богове и заповеда Јеврејима да поштују само њега. Новозаветни Христ је оличење љубави као проегзистенције, тј. филантропског света „с оне стране“ етничких, социјалних и верских антагонизама међу људима. Када се иза имена „бог“ открије овосветско значење, тј. историјски облик генеричког бића човека, онда филозофирање о Богу прелази у испитивање овосветске зависности људског бића.

## Подела религије
Постоје две врсте религија, политеистичке религије и монотеистичке религије.
За политеистичке религије (грчки: poli - више, много и theos - бог) карактеристично је веровање у више богова, различита божанства која владају различитим секторима природе и људског деловања. Политеизам је карактеристичан за старе, природне, паганске религије. Политеистичке религије су више ритуалне, обредне него теоријске. Политеистичке религије углавном не теже ширењу за разлику од монотеистичких. Најзначајније старе религије су биле политеистичке: египатска, старогрчка, римска, одинизам... Готово сви народи на тлу Европе су пре примања хришћанства исповедали разне паганске, природне, политеистичке религије. Данас су оне готово ишчезле, изузетак су хиндуизам и племенске религије на тлу Африке.
За монотеистичке религије (грчки: monos - један и theos - Бог) је карактеристично обожавање једног Бога, и то је основна разлика у односу на политеистичке религије. Друга битна разлика између политеистичких и монотеистичких религија је у томе што су политеистичке религије махом националне религије, док су монотеистичке религије наднационалне и универзалне (изузетак је јеврејска религија) и у начелу се не ограничавају на један клан, племе, народ или државу.
У свим монотеистичким религијама могу се наћи извесне заједничке карактеристике. Прва заједничка карактеристика је већ споменути универзални, наднационални карактер. Друга - све монотеистичке религије су откривене, а то значи да су их основали и утемељили пророци - религијски и морални реформатори којима се, сваком понаособ, открио, у духу приказао Бог. Трећа заједничка карактеристика - све монотеистичке религије су сотериолошке (грчки: soter - спасилац) што значи да је пророк у исто време и спасилац, избавитељ народа. Четврта заједничка карактеристика је противчулно, аскетско и асексуално становиште које заузимају све монотеистичке религије, стављајући духовно изнад материјалног и телесног, неке чак проглашавајући нагоне и страсти за зло. Управо ову страну религије оштро су критиковали многи атеистички филозофи и научници, међу којима су најпознатији Зигмунд Фројд и Фридрих Ниче. Најзад, све монотеистичке религије су есхатолошке (грчки eshaton - оно крајње) што значи да према овим религијама постоји крај света.
Монотеистичке религије су хришћанство, јудаизам, ислам, a дуалистичка религија је зороастризам.

## Молитва
Молитва је успостављање односа с обликом духовнога бића и претпоставља постојање трансценденталне силе која човека надилази у сваком погледу, с којом он може ступити у комуникацију. Но, код примитивног и површног поимања религије, посебно код природних народа, постоји опасност да човек своје жеље сматра мерилом божанске снаге. Молити значи разговарати с духовним бићем и задржавати се с њим, износити своја размишљања и осећаје и слично.

## Жртва
Жртва је посебан облик религиозног исказивања односа према Богу или божанству у контексту приношења дара. Дар је у најчистијем облику израз љубави, која укључује њезино узвраћање. Код примитивних облика жртвовања човек може веровати да Бога може присвојити за себе, поткупити, као што је могуће код људи. Уместо жртвовања Богу човек може пред људима славити своју величину.
Смисао жртвовања на неки начин састоји се у томе да изрази човекову спремност да Богу/божанству дарује нешто што је њему посебно важно, свето, као залог отворености према другој, божанској стварности и захвалности за властито постојање среће.
Свако удаљавање од аутентичног појма жртве као сусрета с Богом, и то особним, претвара то жртвовање у магијске чини, које губе страхопоштовање и пред Богом и пред човеком, што у неким примитивним народима води до жртвовања човека.